# Papierfabrik Baienfurt
Die Papierfabrik Baienfurt AG war ein 1871 gegründetes deutsches Unternehmen der Papierindustrie in Rechtsform einer Aktiengesellschaft. Es betrieb eine Papierfabrik bei Baienfurt an der Wolfegger Ach in Oberschwaben, die bis zum 11. Dezember 2008 produzierte.

## Geschichte

### Papierfabrik Baienfurt AG

Aktie über 1000 Reichsmark der Papierfabrik Baienfurt AG vom Januar 1928, Unterschriften des Aufsichtsratsvorsitzenden Erwin Graf zu Königsegg (eig. Graf von Königsegg zu Aulendorf) und des Vorstands Dr.-Ing. Alfons M. Haug (1887–1981; seit 1957 Ehrenbürger von Baienfurt)

Ignaz Schmidutz, ehemaliger Bürgermeister von Baindt, verfolgte ab 1870 die Idee, den Holzreichtum des Altdorfer Waldes und das gleichmäßige Wasseraufkommen der Wolfegger Ach für die industrielle Papierherstellung zu nutzen.
Der Schweizer Ingenieur Walter Zuppinger griff die Idee auf und gründete mit den Investoren Johann Näf-Schappi und Franz Anton Mehr am 30. Oktober 1871 die Papierfabrik Baienfurt AG. Die neu erbaute Fabrik produzierte am 12. November 1873 das erste Papier.
Am 1. Oktober 1911 eröffnete die Lokalbahn Aktien-Gesellschaft (LAG) eine Bahnverbindung für den Güterverkehr von der Südbahn zur Papierfabrik. 1928 verkaufte die LAG die Dampflok „Füssen“ an die Papierfabrik, die sie als Werkslok einsetzte.
Der ungarisch-deutsche Architekt Andor Ákos entwarf nach dem Ersten Weltkrieg einen Generalbebauungsplan für das Werksgelände.
Seit etwa 1923 war ein großer Teil der Aktien des Unternehmens im Besitz der Adelsfamilien Waldburg-Wolfegg-Waldsee, Waldburg-Zeil-Trauchburg und Königsegg-Aulendorf, die als Groß-Waldbesitzer in der Region Oberschwaben ihren Holzabsatz durch Lieferungsverträge mit dem Unternehmen absicherten.
Die eigentliche Papierfabrikation wurde 1929 – noch vor Ausbruch der Weltwirtschaftskrise – aus ökonomischen Gründen aufgegeben, fortan konzentrierte sich das Unternehmen auf die Herstellung von Zellstoff und Karton.
In den 1950er Jahren war das Unternehmen Besitzer der Kleinzeche Pafaba im Ruhrrevier, die Steinkohle abbaute.

### Feldmühle AG ab 1968
Die Hauptaktionäre verkauften angesichts eines zu erwartenden Investitionsvolumens von 200 Millionen DM die Papierfabrik an den damals größten deutschen Papiererzeuger Feldmühle, die „PaFaBa“ wurde zum Feldmühle Werk Baienfurt. Die dritte Kartonmaschine des Werks (KM III) nahm im Juni 1970 die Produktion mit fünf Langsieben auf.

### Stora ab 1990
Der schwedische Konzern Stora übernahm im Jahr 1990 fast alle Werke der Feldmühle, darunter auch das Werk Baienfurt, das dann unter Stora Billerud firmierte. 1995 wurde das Werk in Stora Paperboard GmbH, Werk Baienfurt umbenannt.

### Stora Enso ab 1998

Logo von Stora Enso ab 1998

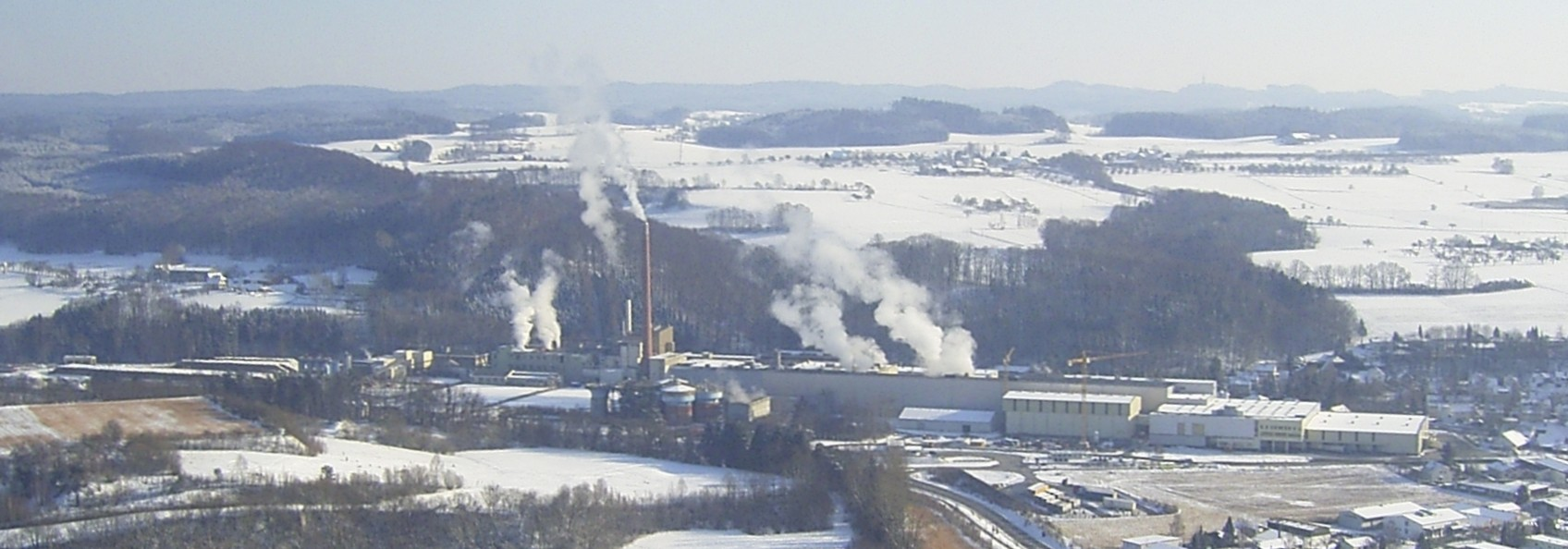
Papierfabrik im Februar 2003

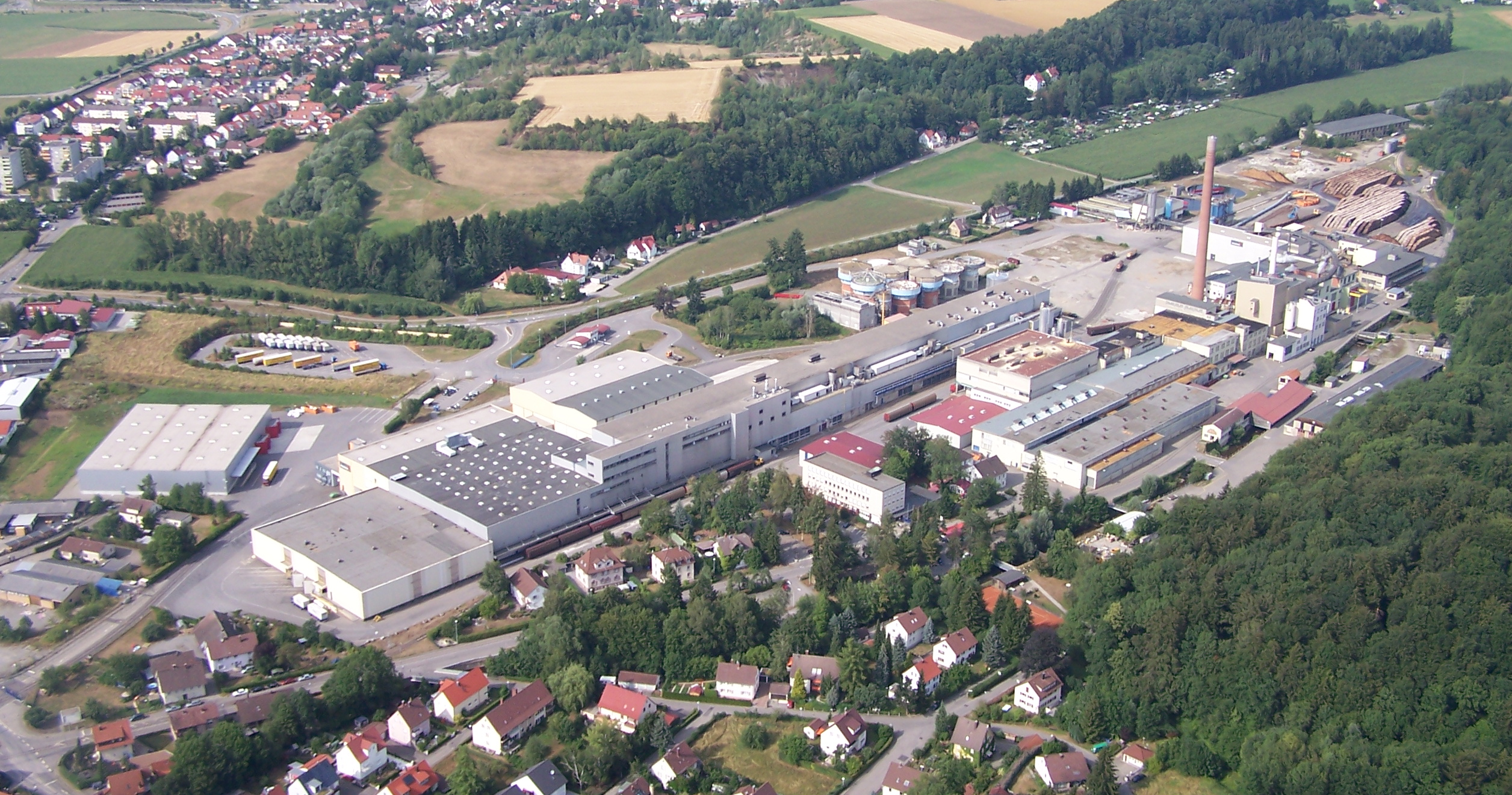
Papierfabrik Baienfurt (Juli 2006)

Stora fusionierte 1998 mit Enso zur Stora Enso; das Werk Baienfurt wurde zur formal selbständigen Tochtergesellschaft Stora Enso Baienfurt GmbH. Schon 1999 wurde die Zellstoff-Fabrik geschlossen; der Zellstoff für die Kartonproduktion wurde seitdem ausschließlich von anderen Herstellern bezogen.

### Stilllegung

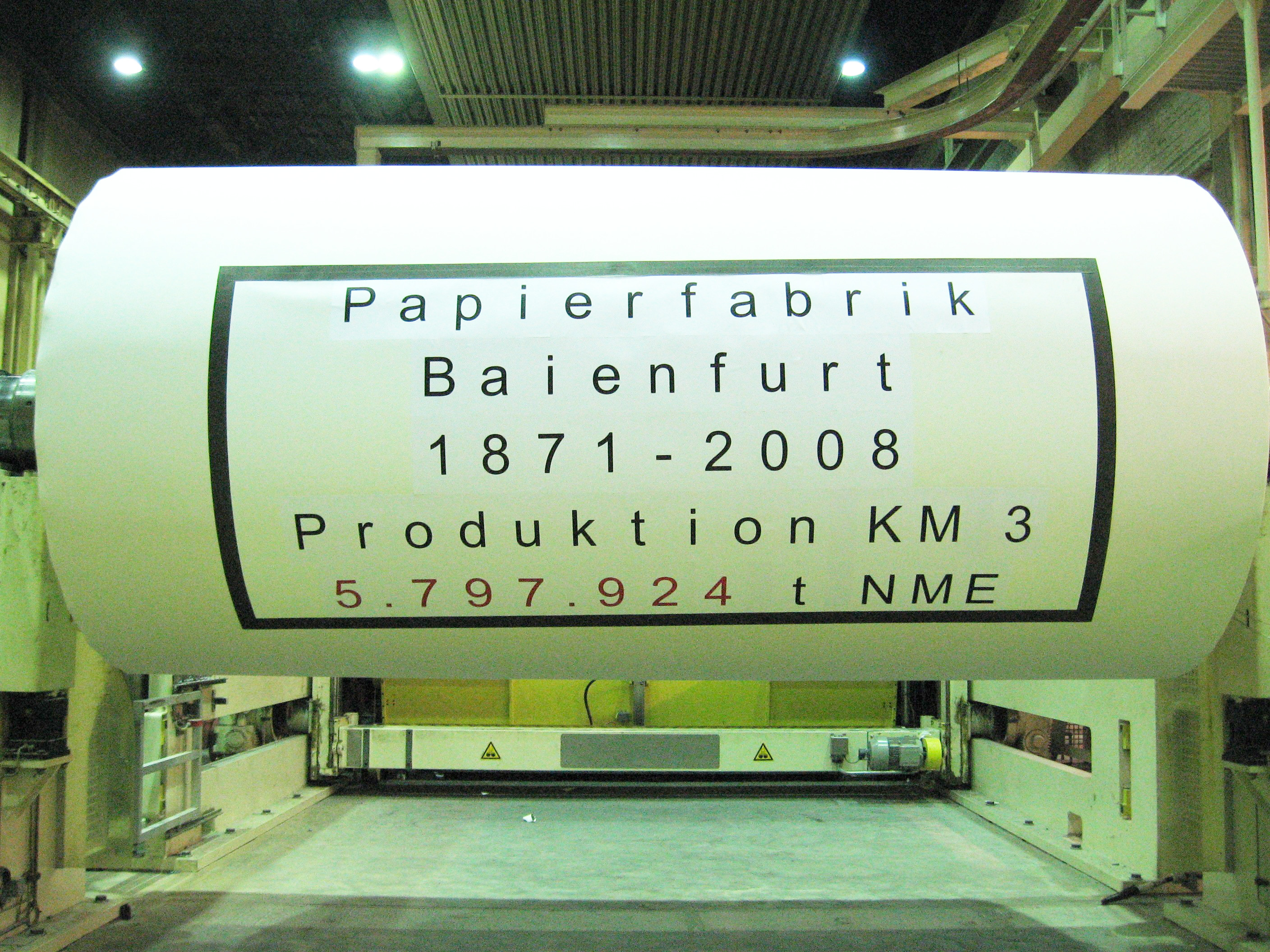
Der letzte Tambour

Unter dem Motto „Stora Enso blickt nach vorn“ gab Stora Ensos CEO Jouko Karvinen am 10. September 2008 die Stilllegung der Produktion zum Jahresende 2008 bekannt.

„Stora Enso plant, nach Abschluss der lokalen Verhandlungen, die Kartonmaschine  im deutschen Werk Baienfurt spätestens Ende 2008 stillzulegen. Die Maschine hat eine Produktionskapazität von 190 000 t Faltschachtelkarton pro Jahr. Die geplante Stilllegung resultiert aus anhaltenden Rentabilitätsproblemen infolge
von Überkapazitäten bei Faltschachtelkarton in Europa, des starken Euros sowie der Kostensteigerungen vor allem bei Holz und Energie.“

Der letzte Tambour der KM III lief am 11. Dezember 2008 und beendete nach einer Produktionsmenge aller Maschinen von über 5,7 Millionen Tonnen Papier und Karton die Produktion der Papierfabrik Baienfurt.
Nun verbleibt am Standort nur ein Schneidecenter mit 40 Mitarbeitern, das 2018 an das finnische Unternehmen Pyroll Group Oy verkauft wurde.
Am 10. Mai 2014 wurde der Kamin der Papierfabrik gesprengt, der jahrzehntelang ein Wahrzeichen der Gemeinde Baienfurt war.

### Zellstofffabrik
Im September 1885 ging nach rund einem Jahr Bauzeit die Zellstoffabrik in Betrieb, die bis zur Stilllegung am 1. Oktober 1999 fast ausschließlich für den eigenen Bedarf der Papierfabrik Zellstoff produzierte. Die Produktionsmenge lag ab der Inbetriebnahme des dritten Zellstoffkochers im Oktober 1990 bei knapp 30.000 t Sulfit-Zellstoff pro Jahr, die nach dem Magnesiumbisulfit-Verfahren mit drei Batch-Kochern hergestellt wurde.
Ab November 1989 betrieb die Kraftanlagen Heidelberg GmbH innerhalb der Zellstofffabrik eine Versuchsanlage zur Verifizierung der Laborergebnisse des ASAM-Verfahrens (Alkalisches Sulfitverfahren mit Anthrachinon und Methanol). Diese ASAM-Pilotanlage war nur kurze Zeit bis 1994 in Betrieb und wurde 1998 abgerissen.